# IPhone 13 Pro
iPhone 13 Pro và iPhone 13 Pro Max là bộ đôi điện thoại thông minh thuộc dòng iPhone được Apple ra mắt vào ngày 14 tháng 9 năm 2021, cùng với bộ đôi iPhone 13 và iPhone 13 Mini. Bộ đôi này là phiên bản kế nhiệm của bộ đôi iPhone 12 Pro và iPhone 12 Pro Max với một số nâng cấp.
Bộ đôi này đã ngừng sản xuất vào ngày 7 tháng 9 năm 2022, cùng với iPhone 11 và iPhone 12 mini, sau khi iPhone 14 và iPhone 14 Pro được công bố

## Tính năng

### Thiết kế
Thiết kế của iPhone 13 Pro không quá khác biệt với iPhone 12 Pro, mặt trước là màn hình tràn viền có phần khoét màn hình đặt camera TrueDepth, mặt lưng kính nhám, khung máy vuông vức làm từ thép không gỉ. Sự khác biệt nằm ở cụm ba camera mặt sau lớn hơn trước chiếm tới một nửa chiều rộng của máy; phần khoét màn hình mặt trước được thu nhỏ lại. iPhone 13 Pro có 4 phiên bản màu sắc khác nhau, màu sắc mới là Sierra Blue có tông màu tương tự với Pacific Blue trên iPhone 12 Pro trước đó.
| Màu sắc | Tên gọi      |
| ------- | ------------ |
|         | Silver       |
|         | Graphite     |
|         | Gold         |
|         | Sierra Blue  |
|         | Alpine Green |

### Bộ xử lý
Cả 2 phiên bản 13 Pro và 13 Pro Max đều được trang bị con chip Apple A15 Bionic với 16 nhân tăng tốc trí tuệ nhân tạo neural engine với khả năng tính toán 15,8 ngàn tỷ phép tính mỗi giây, đều có bộ nhớ cache tăng gấp đôi so với trước và có engine xử lý hình ảnh mới. Điểm đặc biệt ở iPhone 13 Pro và 13 Pro Max còn ấn tượng hơn khi được bổ sung thêm một nhân đồ họa so với iPhone 13 / 13 Mini. Theo Apple, con chip A15 được trang bị trên iPhone 13 Pro và 13 Pro Max có CPU mạnh hơn 50% so với đối thủ mạnh nhất, trong khi GPU vì có đến 5 nhân so với 4 nhân của dòng 13 / 13 Mini nên mạnh hơn đến 50% so với đối thủ cạnh tranh. Cả hai mẫu Pro và Pro Max đều được trang bị dung lượng RAM 6GB như thế hệ tiền nhiệm.

### Màn hình
Màn hình iPhone 13 Pro được nâng cấp tần số quét lên tới 120 Hz dựa trên công nghệ ProMotion, máy có thể linh hoạt thay đổi tần số quét giúp tiết kiệm pin, tránh vấn đề hao pin khi tần số quét màn hình cao. Độ sáng màn hình được nâng lên 1000 nit hiển thị ngoài trời.
Màn hình OLED trên cả hai mẫu đều có cùng kích thước như năm ngoái lần lượt là 6,1 inch và 6,7 inch, nhưng có phần khoét màn hình nhỏ hơn một chút để cung cấp nhiều không gian hơn trên thanh trạng thái iOS.

### Camera
Camera trên dòng iPhone 13 Pro và 13 Pro Max được nâng cấp mạnh mẽ. Apple trang bị phần cứng mới, kết hợp tối ưu thuật toán AI, mang đến chất lượng hình ảnh ấn tượng. Chế độ chụp đêm trên toàn bộ ba ống kính, do đó linh hoạt hơn, có thể sử dụng trong nhiều tình huống hơn. 2 model Pro có "cảm biến lớn nhất trên smartphone", điểm ảnh tăng lên đến 1,9 μm, khẩu độ ƒ/1.5. Với phần cứng như vậy, Apple cho biết khả năng chụp ảnh thiếu sáng trên iPhone 13 Pro Max tăng gấp 2,2 lần so với iPhone 12 Pro Max.
Ở iPhone 13 Pro và 13 Pro Max, Apple giới thiệu chế độ quay video mới hoàn toàn có tên Cinematic Mode. Nó có khả năng tự động điều chỉnh tiêu cự, chuyển lấy nét từ chủ thể này sang chủ thể khác (focus rack). AI được đào tạo theo kỹ thuật quay phim cổ điển, sẽ tự động phát hiện chủ thể cần lấy nét focus rack theo thời gian thực. Phần còn lại là kết hợp học máy với sự chênh lệch giữa các ống kính để tạo ra hiệu ứng chiều sâu cho video. Đây là kỹ thuật quen thuộc của các bộ phim điện ảnh hoặc truyền hình, được quay bởi hệ thống camera chuyên dụng. Một số smartphone khác cũng từng làm được điều này, nhưng lần đầu tiên xuất hiện trong iPhone.
Apple đã trang bị camera góc siêu rộng có khẩu độ ƒ/1.8 (khả năng chụp sáng cải thiện thêm 92% so với tiền nhiệm), góc 120 độ, kết hợp với ống kính mới và hệ thống lấy nét tự động, có khả năng chụp vật thể ở khoảng cách tối thiểu 2 cm, Apple gọi đây là Chế độ chụp cận cảnh (macrophotography). Ở ống kính Tele, Apple tăng khả năng zoom quang học cả hai dòng 13 Pro và 13 Pro Max lên đến 3x, tiêu cự tương đương 77 mm, do đó vật thể khi zoom bằng ống kính tele sẽ gần hơn.
Về phía phần mềm, Apple tích hợp phần tính năng tương tự bộ lọc nhưng chuyên nghiệp: Công cụ chỉnh sửa Photographic Styles. Tính năng này tương tự Adobe Lightroom, hỗ trợ người dùng chỉnh sửa hậu kỳ sau khi chụp ảnh. Thuật toán của iPhone quyết định những phần cục bộ nào nên được tinh chỉnh, trong khi vẫn để nguyên những thứ như bầu trời, bãi biển, nhà cửa, xe cộ,... Trong phiên bản iOS 15 sắp tới, Apple mang đến định dạng Video ProRes chỉ có trên iPhone 13 Pro và 13 Pro Max. Về cơ bản, ProRes là chuẩn video mới, độ phân giải lên đến Ultra HD 4K, mang theo nhiều thông tin hơn, giúp người dùng có thể dễ dàng chỉnh sửa trong các phần mềm chuyên dụng như Apple Final Cut Pro và Adobe Premiere Pro. Tuy nhiên, ở bản dung lượng 128 GB bị giới hạn quay ProRes ở độ phân giải 1080p 30fps.

### Thời lượng pin
Pin của ‌iPhone 13‌ Pro kéo dài lâu hơn tới 1.5 giờ so với iPhone 12 Pro và pin của ‌iPhone 13‌ Pro Max kéo dài hơn tới 2.5 giờ so với iPhone 12 Pro Max.
Theo Apple, ‌iPhone 13‌ Pro hỗ trợ xem video lên đến 22 giờ, xem video trực tuyến 20 giờ và nghe nhạc lên đến 75 giờ. ‌Trong khi các con số này ở iPhone 12 Pro chỉ là 17, 11 và 65 giờ. Còn với iPhone 13 Pro Max, người dùng có thể sử dụng điện thoại xem video trong 28 giờ (xem video trực tuyến 25 giờ) và nghe nhạc trong thời gian lên tới 95 giờ.
Cả 4 mẫu iPhone 13 mới sẽ tiếp tục hỗ trợ sạc MagSafe ở mức tối đa 15W hoặc có thể được sạc bằng bộ sạc không dây chuẩn Qi với công suất 7.5W. Tính năng sạc nhanh của các điện thoại này yêu cầu bộ sạc 20W trở lên và cáp USB-C tương thích.

### Kết nối
iPhone 13 Pro và 13 Pro Max được nâng cấp hỗ trợ kết nối 5G (sub-6 GHz và mmWave) nhờ modem Qualcomm X60, mở rộng dải băng tần, giúp gia tăng khả năng kết nối và tốc độ truy cập ở nhiều quốc gia khác trên thế giới.

### Phần mềm
Máy được cài đặt sẵn iOS 15 khi xuất xưởng.

## Đánh giá
iPhone 13 Pro và 13 Pro Max được đánh giá cao về chất lượng camera, thời lượng pin, nhưng chưa có nhiều cải tiến thực sự đáng chú ý. Xét tổng thể, Tom's Guide chấm 5 sao cho iPhone 13 Pro Max, còn iPhone 13 và iPhone 13 Pro đạt 4,5 sao. The Verge cho điểm 9/10 cả hai mẫu 13 Pro. Tương tự, CNET cho điểm 9,2, trong khi Engadget chấm điểm chung 91/100.

## Dòng sản phẩm
| Dòng thời gian của các mẫu iPhone         |
| ----------------------------------------- |
| Xem thêm: Timeline of Apple Inc. products |

Nguồn: Apple Newsroom Archive